# 古森堡
古森堡是德国莱茵兰-普法尔茨州的一个市镇。总面积7.36平方公里，总人口1136人，其中男性574人，女性562人（2011年12月31日），人口密度154人/平方公里。